# Mario vs. Donkey Kong: Minis March Again!
Mario vs. Donkey Kong: Minis March Again! (マリオvs.ドンキーコング ミニミニ再行進! Mario Bui Esu Donkī Kongu: Mini Mini Saikōshin!?) es un videojuego de lógica para la Nintendo DSi. 
Anunciado en la Electronic Entertainment Expo 2009, es el tercer juego de la serie Mario vs Donkey Kong. Fue lanzado en el Nintendo DSiWare servicio de descarga en Norteamérica el 8 de junio de 2009, en Europa el 21 de agosto de 2009 y en Japón el 7 de octubre de 2009. Es el primer juego de DSiWare que dispone de un editor de niveles en los que los jugadores pueden crear niveles personalizados y enviarlos a los jugadores en otros dispositivos mediante una conexión inalámbrica a Internet.

## Trama
La historia del juego comienza cuando Mario y Pauline tratan de abrir el Super Mini Mario World.  Se muestra una multitud de Toads y Donkey Kong en la fila para entrar en el parque temático, cuando Donkey Kong llega a la parte delantera de la fila, descubre las entradas están agotadas. Debido a esto, Donkey Kong estalla en furia, y agarra a Pauline. Como Donkey Kong toma el ascensor, Mario va hacia donde está Pauline, pero cae, y rasga su vestido. Como Mario esta en el suelo, unos pocos Mini Marios van hacia él, ofreciéndose para salvar a Pauline.
Más tarde, cuando Mario llega a la cima de la torre. Él encuentra a Pauline está esperando por él. Aliviado, Mario abre la puerta, listo para abrazarla, pero luego, de repente, Donkey Kong apaga la luz y captura Pauline, una vez más. Mario y los Mini Marios saltan de la torre después de Donkey Kong. Llevándolos a más pisos.
Después de todos los problemas. Mario, una vez más abre la puerta y ve a Donkey Kong, Pauline y sus dos Mini Mario, confundido esto, Mario ve entonces Pauline con un portapapeles, demostrando que el modelo Mini Mario pasó la prueba. Mario se encoge de hombros, y luego celebra con Donkey Kong, Pauline, y el resto de su minis.

## Jugabilidad
Mario vs. Donkey Kong 3: Minis March Again! cuenta con la resolución de problemas, lo que se hizo popular a los dos últimos juegos de la serie.
 Al igual que en Mario vs. Donkey Kong 2: March of the Minis, Mario debe llevar sus juguetes Mini-Mario hasta el final del nivel. Al igual que con Mario vs. Donkey Kong 2: March of the Minis, los jugadores no controlar a Mario, sino que versiones en miniatura de Mario, Princesa Peach, Toad, Donkey Kong, con el fin de rescatar a Pauline del juego antagonista, Donkey Kong.
Una diferencia notable en este juego y predecesor es que al final del cada nivel se requiere bonificaciones. En el juego anterior, los puntos adicionales eran ganados por conseguir que todos los Minis salieran, sin que pasen largos intervalos de tiempo entre dos Minis y conseguir la salida sin detener a ninguno de ellos. En Mario vs. Donkey Kong 3: Minis March Again, la puerta está cerrada con tablas y el jugador no pasa el nivel si los Minis no llegan a la salida.
El juego incluye un editor de niveles llamado "zona de construcción" en el que los jugadores pueden elegir los tipos y ubicaciones de los power-ups, enemigos y trampas en los niveles de medida. Más artículos se agregarán, y más personajes se irán desbloqueando conforme avances en el juego principal. Los jugadores pueden jugar cualquiera de ellos a nivel local o compartirlos con tus amigos en otros dispositivos de Nintendo DSi a través de una conexión inalámbrica a Internet. Los cambios en el editor de niveles se han hecho, como el aumento del número de niveles se podría crear a partir de tan sólo 8 etapas en marzo del Minis a 140 etapas en Minis marchan de nuevo. También, a diferencia de Mario vs. Donkey Kong 2: La marcha de los minis, el número de niveles que se pueden crear o descargar. Esto significa que usted sólo puede tener hasta 140 niveles, sin importar si son sus propios niveles, ambos tipos, niveles o descargados.

## Desarrollo
Mario vs. Donkey Kong 3: Minis March Again! fue anunciada el 2 de junio de 2009 por Nintendo durante la  E3.

## Recepción
IGN lo clasificó como el décimo mejor juego de DSiWare, alabándola por ayudarles a estar menos desilusionados con el juego, ya que, muchos de sus títulos han demostrado ser refritos de juegos de Nintendo DS. También lo elogió por ser mucho más personalizable que su predecesor. Neal Ronaghan editor de Nintendo World Report, lo elogio por su contenido, zona de construcción y modo de juego, aunque detectó fallas en las batallas del jefe. Marko Djordjevic editor de Game Focus del mismo modo, elogiado por estas cualidades, aunque pensó que podría haber sido demasiado fácil y se sentía como una expansión.